# Municipio de Lawrence (condado de Washington)
El municipio de Lawrence (en inglés: Lawrence Township) es un municipio ubicado en el condado de Washington en el estado estadounidense de Ohio. En el año 2010 tenía una población de 901 habitantes y una densidad poblacional de 9,88 personas por km².

## Geografía
El municipio de Lawrence se encuentra ubicado en las coordenadas 39°29′20″N 81°18′49″O / 39.48889, -81.31361. Según la Oficina del Censo de los Estados Unidos, el municipio tiene una superficie total de 91.22 km², de la cual 90,74 km² corresponden a tierra firme y (0,53 %) 0,48 km² es agua.

## Demografía
Según el censo de 2010, había 901 personas residiendo en el municipio de Lawrence. La densidad de población era de 9,88 hab./km². De los 901 habitantes, el municipio de Lawrence estaba compuesto por el 99,67 % blancos, el 0,11 % eran afroamericanos y el 0,22 % eran de una mezcla de razas. Del total de la población el 0,44 % eran hispanos o latinos de cualquier raza.